# Ölandski most
Ölandski most (šved. Ölandsbron), most je za motorna vozila koji povezuje mjesta Kalmar i Färjestaden na otoku Ölandu u Baltičkom moru.
Planovi za gradnju mosta između Švedske i otoka Ölanda su postojali već dosta ranije a Švedski sabor (šved. Sveriges Riksdag) je nekoliko puta već davao smjernice za izgradnju istog. Prvi konkretni planovi predočeni su 1932. međutim tek je 1966. Švedski sabor donio konkretan plan o gradnji nekoliko novih mostova u Kraljevini Švedskoj, i u taj plan je ulazila i izgradnja Ölandskog mosta. Početak radova datiran je 30. prosinca 1967. a most je otvoren za promet 30. rujna 1972. i do 1998. je bio najduži most u Europi.

## Tehnički podaci
Most je dug 6 072 m, širok 13 m, najniža visina je 6,65 m a najviša visina 41,69 m. Izgrađen je od armiranog betona. I danas je to najduži švedski most, ako se računaju mostovi koji s obe strane povezuju švedski teritorij.
Most je nekoliko puta popravljan jer je bilo grešaka pri gradnji mosta. Cement koji je korišten pri izgradnji mosta je u kombinaciji sa slanom vodom prouzročio koroziju ugrađenog željeza, što je utjecalo na pucanje betona u nosačima. Osim toga korištene su i pogrešne matice i navoji koji su također zahrđali. Prepravke mosta su do sada koštale oko milijardu švedskih kruna, tj. kada bi se preračunalo po svakom danu od otvaranja mosta preko 80 000 kruna ili 165 000 kruna po metru mosta. Prema pisanju lokalnih novina pri postavljanju nosača nađen je izvor nafte tako da zbog toga most skreće malo u stranu.
Öland je najpoznatije švedsko turističko odredište tako da se u ljetnim mjesecima dnevni promet povećava i do 80%.
56°40′30″N 16°25′00″E / 56.67500°N 16.41667°E

## Vanjske poveznice
- (šved.) Službena stranica Ölandskog mosta  Arhivirana inačica izvorne stranice od 1. veljače 2011. (Wayback Machine)

Sestrinski projekti
|  | Zajednički poslužitelj ima još gradiva o temi Ölandski most |